# Charles Beys
Charles Beys, est un dramaturge et poète français baptisé le 21 janvier 1610 en l'église Saint-Benoît-le-Bétourné, à Paris, et mort également à Paris, le 26 septembre 1659.
De cet épicurien « qui n'aim[ait] pas trop le travail ni la gloire », de ce poète à la versification « communément aisée, naturelle, exacte même », la postérité a retenu qu'il avait, le premier, porté sur la scène du théâtre français le spectacle de l'asile d'aliénés.

## Biographie
Fils de Marie Lemesle (ou Le Mesle) et d'Adrien Beys (1574-1612), Charles Beys appartient à une famille d'imprimeurs-libraires. Son grand-oncle Gilles Beys, natif des environs de Breda en Hollande, avait épousé en 1572 l'une des filles du célèbre Christophe Plantin, lequel l'avait envoyé à Paris, en 1567, pour créer une succursale, rue Saint-Jacques. Adrien Beys y tiendra boutique, jusqu'à sa mort, en 1612. Il est le libraire attitré de l'humaniste suisse Isaac Casaubon. Sa veuve se remariera avec un autre libraire, le protestant Abraham Pacard, et reprendra l'affaire elle-même en 1622, après la mort de ce dernier,. Denys, frère aîné de Charles, sera reçu libraire à son tour en janvier 1640.
S'il faut en croire l'«Avertissement au lecteur» de ses Œuvres poétiques (1651), le jeune Beys commence très tôt, à l'âge de quatorze ans, à composer des pièces de vers.
Un acte notarié le qualifiera, en 1641, « avocat au parlement de Paris ». Depuis quand exerçait-il alors? On l'ignore, et l'on ne sait pas mieux combien de temps encore il l'exercera.
En 1634, il fait représenter avec grand succès L'Hospital des fous, tragi-comédie inspirée de Los locos de Valencia et d'El Peregrino en su patria de Lope de Vega. La pièce sera publiée l'année suivante, sans épître dédicatoire mais avec un avis au lecteur, par l'imprimeur-libraire Toussaint Quinet, spécialisé dans la vente des pièces de théâtre.
En même temps que L'Hospital des fous, Quinet met en vente Le Jaloux sans sujet, tragi-comedie de Beys, dont on ignore s'il a été représenté. La pièce est dédiée à « Monsieur de Gondy, abbé de Buzay et de Quimperlay, etc », le futur cardinal de Retz, de trois ans son cadet, dont Beys semble être un familier. Il évoque, en effet, « l'honneur que vous me faites de m'estimer » et « cette généreuse facilité qui donne de la résolution aux timides », ajoutant : « Sans cette facilité, qui m'introduit si librement dans votre maison, je n'aurais pas si bien remarqué, ni la vivacité de votre esprit, ni la force de votre jugement, qui se donnent pour objet les matières agréables aussi bien que les sérieuses. »
Au cours de l'été 1636, un pamphlet intitulé Le Gouvernement présent, ou Éloge de son Éminence. Satyre ou la Miliade, circule dans Paris; il dénonce en termes violents et crus, la politique de Richelieu, ses turpitudes et celles de ses affidés: le chancelier Pierre Séguier et sa femme, le Père Joseph, Isaac de Laffemas, Sublet de Noyers, Claude et Léon Bouthillier de Chavigny, Michel Moreau, Louis  Testu de Frouville, Nicolas Le Jay etc. Beys, qu'on soupçonne, avec trois ou quatre autres, d'en être l'auteur, est emprisonné à la Bastille. Quelques pièces de vers qu'il y compose pour sa défense convainquent les autorités, et il est remis en liberté. L'attribution de ce libelle n'est toujours pas clairement établie.
Dans les premiers mois de 1637, Toussaint Quinet met en vente Céline ou les Frères rivaux, tragi-comédie de Beys (achevée d'imprimer le 13 février), qui a dû être représentée l'année précédente.
En septembre 1638, Beys compose une «Ode pour la Naissance du Roy» et une série de «sixains sur les figures du feu d'artifice fait devant l'Hostel de Ville pour la Naissance du Roy». Ils seront publiés en tête du recueil de ses Œuvres poétiques, en 1651, suivis d'une «Ode pour le sujet du Feu d'Artifice fait sur la Riviere devant le Louvre, pour celebrer le jour de la Naissance du Roy, en l'année 1645».
Le 30 juin 1643, son frère Denis, qui a abandonné le commerce de la librairie, crée, avec Madeleine Béjart, Jean-Baptiste Poquelin (futur Molière) et quelques autres, la troupe de l'Illustre Théâtre. On ignore si, au cours de sa brève existence, la troupe a représenté des œuvres de Charles, mais il est certain que Molière et ses camarades n'en donneront aucune sur leurs scènes du Petit-Bourbon et du Palais-Royal, après leur retour à Paris en 1658.
En 1646, Beys est choisi par la reine régente Anne d'Autriche et le jeune Louis XIV pour composer les pièces en vers français des Triomphes de Louis le Juste, luxueux in-folio destiné à célébrer le règne du feu roi Louis XIII. L'ouvrage, «entrepris et fini par Jean Valdor, Liégeois, calcographe du Roy», sera imprimé en 1649 par Antoine Estienne, «premier imprimeur et libraire ordinaire du Roy».
Au mois de novembre 1650, un carrousel est organisé à Stockholm dans le cadre des festivités du couronnement de Christine de Suède; Beys en a composé les vers, qu'il intégrera l'année suivante à ses Œuvres poétiques. Est-ce à dire qu'il avait fait le voyage de Suède? Rien ne permet de l'affirmer.
Le recueil des Œuvres poétiques de Beys est achevé d'imprimer le 28 septembre 1651, en pleine Fronde des Princes. Il s'ouvre sur une dizaine de pièces liminaires signées, entre autres, de Scarron, Guillaume et François Colletet, Jean Royer de Prade, Tristan L'Hermite, Georges de Scudéry, Gabriel Gilbert, pièces que l'auteur prie son lecteur «de ne pas considérer comme des forces que je veux opposer à la critique, mais comme des présents que mes amis m'ont faits et que je n'ai pu refuser civilement».
Parmi les amis et connaissances de Beys on compte également le pâtissier-poète Cyprien Raguenau, glorifié par Edmond Rostand, les poètes Dassoucy et Chapelle, et très probablement Cyrano de Bergerac.
En avril 1652, Toussaint Quinet met en vente un in-quarto de 116 pages intitulé Les Odes d'Horace en vers burlesques. Le nom de l'auteur n'apparaît ni au titre ni dans l'extrait du privilège, accordé au libraire le 3 septembre 1651. En 1722, renseigné par le critique Bernard de La Monnoye, Denis-François Camusat, en attribuera la paternité à «un comédien (sic) nommé Beïs». Depuis lors, les historiens, ceux du moins qui, au XXe siècle, ont lu l'œuvre et en ont étudié les thèmes et la prosodie, s'accordent sur l'attribution de ces Odes à Charles, qui, à la différence de son frère Denis, n'a jamais été comédien.
Toussaint Quinet étant mort au printemps 1652, c'est le libraire Olivier II de Varennes, cousin de Beys, qui fait paraître l'année suivante un bel in-quarto intitulé Les Illustres fous, comedie de Beys, refonte de L'Hospital des fous de 1635. Le livre est dédié au duc Louis d'Arpajon, qui en a sans doute financé la publication, comme il fera quelques mois plus tard celle de La Mort d'Agrippine de Cyrano de Bergerac. Le poète s'est-il mis lui aussi sous la protection du duc? C'est ce que suggèrent ces lignes de l'épître dédicatoire : « Je deviens moi-même insensé, puisqu'il semble que j'entreprends de mettre votre panégyrique à la tête d'une comédie, moi qui fais vœu d'écrire un livre à part, où j'espère marquer toutes les belles circonstances de votre histoire. »
Vers la fin de l'année 1654, il compose les vers d'un petit drame lyrique, Le Triomphe de l'Amour sur les Bergers et les Bergeres, dont la partition musicale a été confiée à l'organiste Michel de la Guerre. Ce spectacle, dans lequel certains musicologues voient le premier opéra français, sera donné deux fois devant la cour, les 15 et 22 décembre.
À l'occasion du carnaval de 1657, il se voit confier, au nom du duc Henri de Guise, grand chambellan de Louis XIV, l'écriture des vers de la mascarade des Plaisirs troublez, dont la musique est composée par Louis de Mollier. Le spectacle sera créé dans les premiers jours de février à l'hôtel de Guise, puis donné à plusieurs reprises devant la cour. Loret et la Gazette de Renaudot en rendront compte le 17,.
Charles Beys meurt le 26 septembre 1659, à Paris, âgé de quarante-neuf ans, terrassé probablement par une crise d'apoplexie due à son éthylisme chronique. Son ami François Colletet composera sur ce décès une «élégie burlesque» intitulée «Beys au tombeau»: 
« Tout invite, écrit René Pintard, à prêter à Charles Beys […] les traits d'un libertin. Libertin peut-être moins par doctrine que par la façon de sentir, d'imaginer et de jouir, par l'attitude devant la vie; libertin à la manière de tant d'humanistes et de lettrés, dont l'âme, envoûtée par la beauté antique, ne demandait pas seulement aux poètes latins des satisfactions littéraires, mais un art de vivre: la légitimation du plaisir, l'encouragement à profiter de l'instant, le refus des contraintes, une indolente sagesse. »

### Œuvres
- Le Jaloux sans sujet, tragi-comedie de Beys, Paris, 1636[43].
- L'Hospital des fous, tragi-comedie de Beys, Paris, 1636. Réédition Toussaint Quinet, «Sur l'imprimé», Paris, 1638[44], et sous le titre L'Ospital (sic) des fous, Paris, 1639.
- Celine, ou Les Freres rivaux. Tragi-comédie de Beys, Paris, Toussaint Quinet, 1637[45]. Réédition, Paris, 1640, sous le titre Les Freres rivaux.
- Les Triomphes de Louis le Juste, XIII. du nom, Roy de France et de Navarre, Paris, Antoine Estienne, 1649[46].
- Les Œuvres poetiques de Beys, Paris, Toussaint Quinet, 1651[47].
- Stances sur le depart de Monseigneur le premier President, garde des Seaux (sic) de France, Paris, Antoine Estienne, 1652[48].
- Les Illustres fous, comedie de Beys, Paris, Olivier de Varennes, 1653 (nouvelle version de L'Hospital des fous)[49]. Rééd : Les Illustres Fous of Charles de Beys, ed. by Merle I. Protzman, Baltimore, Johns Hopkins Press, 1942.
- Le Triomphe de l'Amour sur les Bergers et les Bergeres, dédié au Roy, mis en musique par De la Guerre, organiste de Sa Majesté en sa Saincte Chapelle du Palais à Paris, Paris, Charles Chenault, 1654.
- Les Plaisirs troublez. Mascarade. Dansée devant le Roy par Monsieur le Duc de Guise. Paris, Robert Ballard, 1657[50].

### Œuvres d'attribution incertaine
- Le Gouvernement present, ou Eloge de son Eminence. Satyre ou la Miliade, sans lieu ni date [1636][51].

À partir du XVIIIe siècle, les bibliographes attribuent à Beys deux comédies et un recueil de vers burlesques dont aucun document d'époque ne suggère qu'il les ait composés :
- L'Amant liberal. Tragi-comedie, Paris, Toussaint Quinet,1637[52],[53].

- La Comedie de chansons, Paris, Toussaint Quinet, 1640[54],[55].
- Les Odes d'Horace en vers burlesques, Paris, Toussaint Quinet, 1653 [achevé d'imprimer daté du 17 avril 1652][56]. La même édition chez Thomas Jolly, sous la date de 1652, et à Leyde (Hollande), chez Jean Sambix, sous la date de 1653. Réédition par André Lebois, Avignon, Édouard Aubanel, 1963.